# Éditions Hors Commerce
Éditions Hors Commerce est une maison d'édition. Elle a été fondée en 1994 par Delphine Lebensart et Philippe Olivier, qui fut auparavant lecteur puis conseiller littéraire aux éditions Balland. 

## Histoire
Éditions Hors Commerce a notamment publié des romans de Frédéric H. Fajardie, Lalie Walker (prix du zinc 2004 pour N'oublie pas), Noël Simsolo, Claude Amoz (prix Sang d'encre 1997 pour Le caveau), Thierry Chevillard (Ruth-Esther Weiller)... 
Elle a également publié des essais politiques, comme Merci Madame Royal de Jacques Mazeau, ou Paroles intermittentes (sous la direction de Bénédicte Brunet).
Elle a aussi publié un livre bilingue de récits et poèmes écrits par de jeunes Parisiens et Maliens : D'ici à l'horizon, une Afrique : chroniques jeunes Paris-Balanfina, sous la direction de Marie-Hélène Aimé (Association TVAS 15e, atelier d'écriture de V. Massenet).

## Auteurs publiés
- Renata Lesnik